# Via Ostiense
Via Ostiense (en llatí Via Ostiensis) va ser una via romana que portava de Roma a Òstia seguint el riu Tíber per la riba esquerra, i tallant, quan convenia, els seus meandres més pronunciats.
Sortia de la porta Ostiensis (moderna Porta de San Paolo) i passava per Vicus Alexandri (a uns 5 km de Roma) on se'n separava la Via Laurentina que des d'allà conduïa directament fins a Laurèntum (a uns 25 km de Roma).
La via Ostiense, girant una mica a la dreta, seguia després una trajectòria gairebé recta fins a Òstia, trobant abans, a uns 11 km una estació que es diu modernament Osteria di Mala Fede, i a uns 8 km més endavant trobava Òstia.